# Гуденсберг
Гуденсберг (њем. Gudensberg) град је у њемачкој савезној држави Хесен. Једно је од 27 општинских средишта округа Швалм-Едер. Према процјени из 2010. у граду је живјело 9.112 становника. Посједује регионалну шифру (AGS) 6634007.

## Географски и демографски подаци
Гуденсберг се налази у савезној држави Хесен у округу Швалм-Едер. Град се налази на надморској висини од 228 метара. Површина општине износи 46,5 km². У самом граду је, према процјени из 2010. године, живјело 9.112 становника. Просјечна густина становништва износи 196 становника/km².

## Међународна сарадња
| Мјесто          | Држава | Врста сарадње | Од    |
| --------------- | ------ | ------------- | ----- |
| Харби ауф Финен | Данска | партнерство   | 1994. |
| Извор           |        |               |       |